# 泰穆·哈尔蒂凯宁
泰穆·哈尔蒂凯宁（芬蘭語：Teemu Hartikainen，1990年5月3日—），芬兰男子冰球运动员。他曾代表芬兰参加2018年和2022年冬季奥林匹克运动会冰球比赛，其中2022年冬季奥运会获得一枚金牌。